# Cerchezu
Cerchezu (in turco Çerkezköy) è un comune della Romania di 1 532 abitanti, ubicato nel distretto di Costanza, nella regione storica della Dobrugia.
Il comune è formato dall'unione di 4 villaggi: Cerchezu, Căscioarele, Măgura, Viroaga.